# Cegielnia (powiat kluczborski)
Cegielnia – osada w Polsce położona w województwie opolskim, w powiecie kluczborskim, w gminie Wołczyn.